# Aalt Bast
Aalt Bast (Nijkerk, 1953) is een Nederlandse hoogleraar in de toxicologie aan de Universiteit Maastricht en het hoofd van de vakgroep toxicologie.

## Loopbaan
Bast studeerde chemie en farmacochemie aan de Vrije Universiteit Amsterdam. Hij promoveerde in 1981 in de farmacologie aan de Universiteit Utrecht bij Jan Noordhoek.
Vanaf 1981 werkte Bast aan de Universiteit Utrecht en vervolgens aan de Vrije Universiteit Amsterdam waar hij in 1988 tot hoogleraar werd benoemd. Vanaf 1998 is Bast als hoogleraar humane toxicologie verbonden aan de Universiteit Maastricht. Hij is voormalig voorzitter van de Nederlandse Vereniging voor Toxicologie. Bast is lid van de Gezondheidsraad.

## Onderzoek
Het onderzoeksgebied van Bast is de rol van radicalen in geneesmiddelentoxicologie en in het ontstaan van ziekten. Centraal daarin staat de mogelijkheid om antioxidanten (zowel geneesmiddelen als bioactieve verbindingen uit voeding) te gebruiken als bescherming tegen radicalen. De onderzochte bioactieve verbindingen zijn onder andere thiolen, waaronder lipoïnezuur, en polyfenolen, waaronder hydroxytyrosol, ferulazuur en de flavonoïden quercetine, epicatechine en floretine.
Bast heeft een lange lijst met publicaties op zijn naam staan, zowel in wetenschappelijke tijdschriften als in de populaire media. Hij is een veelgevraagde spreker op symposia.
Aalt Bast staat op de website van Google Scholar als de meest geciteerde wetenschapper met het label toxicologie.

## Stichting Heidelberg Appeal Nederland
Aalt Bast is medeoprichter van de Stichting Heidelberg Appeal Nederland (stichting HAN), die tussen 1993 en 2008 actief was en zich heeft ingezet voor een rationeler milieubeleid. In 2008 ging de stichting op in De Groene Rekenkamer.

## Promotor
Tot 2013 is Aalt Bast 37 maal als promotor opgetreden. 
| Jaar | Promovendus                 | Titel proefschrift                                                                     |
| ---- | --------------------------- | -------------------------------------------------------------------------------------- |
| 1989 | Guido R.M.M. Haenen         | Thiols in Oxidative Stress                                                             |
| 1990 | Fred B. Pruijn              | Oxidative Stress in Hepatocytes                                                        |
| 1991 | Cees J.A. Doelman           | Reactive Oygen Species and Airway Hyperreactivity                                      |
|      | Rob Leurs                   | Molecular Pharmacological Aspects of the Histamine H1-receptor                         |
|      | Albert van der Vliet        | Oxidative Stress and Receptor Function in the Gastrointestinal Tract                   |
| 1992 | Jan de Jong                 | Relative Activity and Toxicity of Anthracyclines                                       |
| 1994 | Hans-Peter Voss             | Long Acting β2-Adrenoceptor Agonists in Asthma                                         |
| 1995 | Leon P.H.J. Aarts           | Anesthesia and Oxidative Stress                                                        |
|      | Tjong-Lee Ching             | Interaction between Oxygen Species and Histamine Receptor Agonists and Antagonists     |
| 1996 | Saskia A.B.A van Acker      | Flavonoids as protective agents against doxorubicin-induced cardiotoxicity             |
| 1997 | Gerreke P. Biewenga         | Lipoic Acid                                                                            |
| 1998 | Ilonka van Hoof             | Mechanisms of Ozone-induced Changes in Airway Reactivity                               |
| 1999 | Jos Paquay                  | Modulation of the Nitric Oxide System                                                  |
| 2000 | Anita Spooren               | Erythtotoxicity of Aliphatic Hydroxylamines                                            |
| 2001 | Robin van den Berg          | Food related Antioxidants in Oxidative Stress                                          |
|      | Edwin P. Meijer             | Physical Activity and Oxidative Stress in the Elderly                                  |
|      | Johan P.T. Rhemrev          | Standard and newly described Semen Variables and their Predictive Value in IVF Outcome |
|      | Frédérique van Acker        | New synthetic Flavonoids as Protectors against Doxorubicin-induced Cardiotoxicity      |
| 2002 | Gert Jan Westerveld         | Antioxidants in Chronic Upper Airway Inflammation                                      |
|      | Ad Knaapen                  | The Role of Neutrophils in Particle-induced DNA Damage in the Lung                     |
| 2003 | Gertjan J.M. den Hartog     | Superoxide Dismutase as Toxocity Modulator                                             |
|      | Rachelle I.M. van Haaften   | Effect of Vitamin E on Glutathione-dependent Enzymes                                   |
| 2004 | Chantal G.M. Heijnen        | The interaction of flavonoids with the NO-system                                       |
|      | Bashir M. Rezk              | Antioxidants and their Metabolites                                                     |
|      | Mohamed A.I. Abou El Hassan | MonoHER and Gene Therapy against Doxorubic-induced Cardiotoxicity                      |
| 2006 | Agnes W.Boots               | Health effects of Quercetin                                                            |
| 2007 | Mariken J.T.J. Arts         | Assessing Antioxidant Activity                                                         |
|      | Anna Maria E. Bruynzeel     | Clinical and pre-clinical aspects of monoHER in combination with Doxorubicin           |
|      | Els L.R. Swennen            | ATP as a modulator of inflammation and oxidative stress                                |
| 2008 | Saskia J. Rietjens          | Hydroxytyrosol: A versitile Antioxidant from Olive Oil                                 |
|      | Liesbeth Geraets            | Dietary PARP-1 Inhibitors as anti-inflammatory Compounds                               |
| 2010 | Nuria Mateo Ansón           | Bioactive Compounds in Whole Grain Wheat                                               |
|      | Shufan Qi                   | The Specific Role of Superoxide Radicals in Fibrosis                                   |
|      | Jiska M. Balk               | Antioxidant Activity: from Model to Man                                                |
| 2011 | Johannes C.M. Coolen        | Kinetics and Effects of orally administered ATP                                        |
|      | Hilde Jacobs                | The antioxidant Flavonoid 7-mono-O-(β-hydroxyethyl)-rutoside                           |
| 2012 | Merel Hazewindus            | Tomatoes as Functional Food                                                            |
| 2014 | Mohamed Moalin              | Quercetin and its methylated metabolites: The chemical basis of activity               |
|      | Matthew Randall             | Covalent protein modification by acrolein: Toxicity and adaptation                     |
|      | Daniëlle Boesten            | Polyols and polyphenols against glucotoxicity                                          |
|      | Erik Ruijters               | Health benefits of (-)-epicatechin and other flavonoids                                |
| 2015 | Kristien Lemmens            | Protective and adaptive responses by antioxidant flavonoids                            |
|      | Alie de Boer                | Interactions between nutrition and medicine in effect and law                          |